# 球型云台

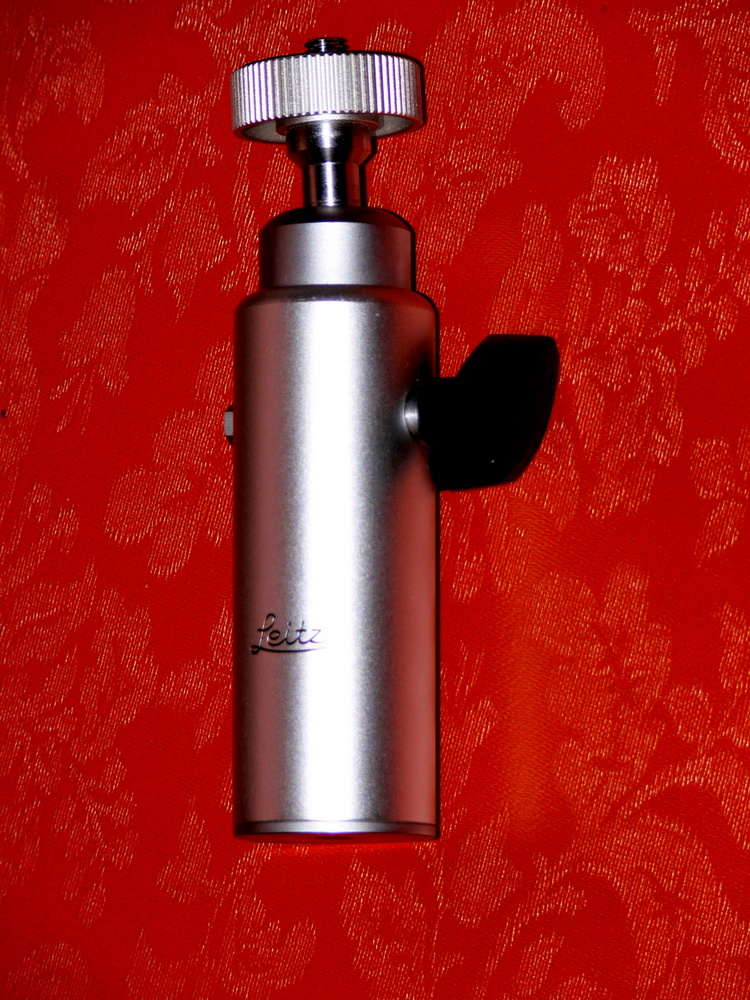
Leica 球形云台

球型云台是一种三脚架云台，其特点是可以360度任意转动，一般有一个螺丝扳手，将云台的圆球夹紧。著名的球型云台有Leica、Arca Swiss 球型云台等。